# Tole spinosissima
Tole spinosissima là một loài chân đều trong họ Janiroidea incertae sedis. Loài này được Stephensen miêu tả khoa học năm 1936.